# Damlandermolen
De Damlandermolen is een omstreeks 1700 gebouwde poldermolen in Bergen (Noord-Holland). De molen is een rietgedekte achtkantige molen van het type grondzeiler met een oudhollands wiekenkruis. De molen is, zoals meer Noord-Hollandse poldermolens, een binnenkruier. Nadat in 1951 een elektrisch gemaal naast de molen was geplaatst, is de Damlandermolen verkocht aan een particulier, die rond 1957 het gaande werk uit de molen heeft laten verwijderen. In 1967 is nog een nieuw wiekenkruis aangebracht, maar de molen is sinds die tijd matig onderhouden.
Tijdens de storm op 25 november 2012 zijn bij een stevige windvlaag beide roeden gebroken. Deze zijn vervolgens verwijderd. 
Strijkmolens:
Strijkmolen B ·
Strijkmolen C ·
Strijkmolen D ·
Strijkmolen E ·
Ambachtsmolen ·
Strijkmolen I ·
Strijkmolen K ·
Strijkmolen L

Poldermolens:
Bosmolen ·
Hargermolen ·
Groetermolen ·
De Grebmolen ·
Slootgaardmolen ·
Poldermolen Waarland ·
Molen D / Oosterdel ·
Molen A ·
Sluismolen ·
Damlandermolen ·
Philisteinse Molen ·
Wimmenumer Molen ·
Geestmolen ·
Robonsbosmolen ·
De Viaan ·
De Eendracht

Korenmolens:
De Groot ·
Kijkduin (Schoorl) ·
't Roode Hert -
De Gouden Engel -
De Otter (Oterleek)

Molenstichting Alkmaar